# 스펀
스펀(Spun)은 프랑스에서 제작된 요나스 오케르룬드 감독의 2002년 코미디, 범죄, 드라마 영화이다. 제이슨 슈왈츠먼 등이 주연으로 출연하였고 크리스 핸리 등이 제작에 참여하였다.

## 출연

### 주연
- 제이슨 슈왈츠먼
- 존 레귀자모

### 조연
- 미나 수바리
- 패트릭 후짓
- 브리트니 머피
- 미키 루크
- 피터 스토메어

## 제작진
- 제작책임: 테리 스파젝
- 공동제작: 윌 드 로스 산토스
- 공동제작: 빈센트 마라블
- 공동제작: 데이빗 힐라리
- 공동제작: 크레이튼 베로
- 공동제작: 알레인 드 라 마타
- 협력프로듀서: 크리스 피셔
- 협력프로듀서: 클락 맥컷첸
- 미술: 리처드 라살
- 배역: 레니타 휘티드